# Prix Petra-Kelly
Pour les articles homonymes, voir Petra.
Le prix Petra-Kelly est décerné tous les deux ans par la Fondation Heinrich-Böll à des individus ou des organisations qui se sont distingués par leur activité dans un ou plusieurs des domaines suivants : 
- défense des droits de l'homme ;
- développement de solutions non violentes aux conflits ;
- défense de l'environnement ;
- engagement pour les droits sociaux ;
- recherche du dialogue culturel et du respect mutuel entre les cultures ;
- renforcement du mouvement international écologiste.

Le prix est décerné en l'honneur de Petra Kelly militante du Mouvement de la paix et une fondatrice du parti allemand des Verts. Il est doté de 10 000 euros.

## Les lauréats
| Date | Lauréat(s)                                                       | Nationalité     | Activité |
| ---- | ---------------------------------------------------------------- | --------------- | --- |
| 1998 | Organisation des nations et des peuples non représentés          |                 | |
| 2000 | Berta et Nicolasa Quintreman Calpán, indiens Mapuche-Pehuenche   | Chili           | activistes du mouvement citoyen contre la construction du barrage Ralco sur le Biobio supérieur.                                                                |
| 2002 | Íngrid Betancourt                                                | France Colombie | ex-candidate à l'élection présidentielle en Colombie et porte-parole du parti écologiste "Oxígeno Verde".                                                       |
| 2004 | Professeur Wangari Muta Maathai                                  | Kenya           | lauréate du prix Nobel de la paix, femme politique kényane, biologiste militant pour la préservation de l'environnement                                         |
| 2006 | Iouri Schmidt                                                    | Russie          | avocat, défenseur de Mikhaïl Khodorkovski |
| 2008 | Zhang Sizhi                                                      | Chine           | avocat des droits de l'homme en Chine |
| 2010 | Marianne Fritzen                                                 | Allemagne       | opposante au nucléaire et cofondatrice de la "Bürgerinitiative Umweltschutz Lüchow-Dannenberg" contre le site d'enfouissement de déchets nucléaires de Gorleben |
| 2012 | Ales Bjaljazki                                                   | Biélorussie     | militant des droits de l'homme biélorusse |
| 2014 | Razan Zaitouneh, Samira al-Khalil, Wael Hamadeh et Nazem Hammadi | Syrie           | activistes des droits de l'homme du Documentation Center à Damas                                                                                                |